# او-۱۳۰ (کریگس‌مارینه)
او-۱۳۰ (به آلمانی: U 130) یک او-بوت گونه ۹سی بود که ساخت آن سال ۱۹۴۱ تکمیل شد و در جریان جنگ جهانی دوم در کریگس‌مارینه خدمت کرد.

## تاریخچه عملیاتی
در جریان کارزار حمله به تأسیسات پالایشگاهی متفقین در دریای کارائیب موسوم به «عملیات نوی‌لانت»، او-۱۳۰ به فرماندهی ناوسروان ارنست کالس، اوایل صبح روز ۱۹ آوریل سال ۱۹۴۲ در نزدیکی تاسیسات ذخیره نفت بولن‌بای در کوراسائو بر روی آب آمد و با توپ کالیبر ۸۸ م‌م خود به سمت مخازن نفت آتش گشود. به هر صورت هیچ‌یک از گلوله‌های شلیک‌شده به اهداف اصابت نکرد. آتش پاسخ دفاع ساحلی او-۱۳۰ را وادار به عقب‌نشینی کرد.